# Promachus albicauda
Promachus albicauda är en tvåvingeart som beskrevs av Wulp 1872. Promachus albicauda ingår i släktet Promachus och familjen rovflugor. Inga underarter finns listade i Catalogue of Life.